# 358675 Bente
358675 Bente è un asteroide della fascia principale. Scoperto nel 2007, presenta un'orbita caratterizzata da un semiasse maggiore pari a 2,5234159 UA e da un'eccentricità di 0,1594424, inclinata di 7,24167° rispetto all'eclittica.